# Ипатова, Раиса Александровна
Раиса Александровна Ипатова (15 июля 1946 — 18 марта 2015) — советская и российская поэтесса, прозаик, журналист, краевед, общественный деятель.
Член Союза журналистов РФ (1994), член Союза российских писателей (1991), лауреат премии комсомола Смоленщины им. Ю. А. Гагарина в области литературы (1981), лауреат литературной премии имени М. В. Исаковского (2004).

## Биография
Раиса Александровна Ипатова родилась в Смоленске 15 июля 1946 года. Закончила железнодорожную школу № 28 (1964), вечернее отделение Смоленского филиала Московского энергетического института (1972) и заочное отделение Литературного института имени А. М. Горького (1981, семинар Л. Н. Васильевой).
Занималась в творческом кружке при Смоленском педагогическом институте, который создал для школьников В. С. Баевский, в литературном объединении «Радуга» при областной молодёжной газете «Смена», где 9 июня 1963 года было впервые опубликовано её стихотворение «Как я пишу стихи». Ярким и самобытным поэтом она проявила себя рано, первые публикации её стихов были отмечены Николаем Ивановичем Рыленковым.
28 лет отработала в НИИ машиностроения: начинала ученицей копировщицы, а в декабре 1992 года с должности ведущего программиста ушла на только что созданное областное телевидение (ГТРК «Смоленск»). С апреля 1993 по июнь 2008 года — главный редактор телевидения ГТРК «Смоленск». Автор многих программ, в том числе цикловых: «Пятиминутка+», «По городам и весям», «Спрашивайте!», «Упрямые цифры», «А иначе зачем?», литературной передачи «На тёплом пёнушке». Член Союза журналистов с 1994 года. Награждена Дипломом Союза журналистов России за большой вклад в развитие средств массовой информации (1998), нагрудным Знаком клуба главных редакторов региональных газет России «Четвёртая власть. За заслуги перед прессой» (2001). Лауреат областного тематического конкурса журналистов «Без наркотиков» (2006).
Умерла 18 марта 2015 года. Похоронена на Селифоновском кладбище под Смоленском.

## Творчество и общественная деятельность
Член Союза российских писателей с 1991 года. Писала стихи (в том числе для детей) и прозу. Печаталась в смоленской периодике, коллективных сборниках, альманахах: «Братина», «Блонье», «Паравозъ», «Под часами», «Поэзия», ежегоднике «День поэзии», антологии «Лёд и пламень», журналах: «Арагаст» («Парус»), «День и ночь», «Междуречье», «Меценат и Мир», «Москва», «Наркомат», «Наш современник», «Нёман», «Октябрь», «Очаг», «Работница», «Русская провинция», «Свободная мысль — XXI», «Семья России», «Смена», «Советник Президента», «Студенческий меридиан», еженедельнике «Литературная Россия», газетах «Комсомольская правда», «Московский комсомолец». Детские стихи публиковались в московских журналах «Жили-были» и «Кукумбер», смоленском «Сказочный мир», звучали в программах «Радио России».
Участница Всесоюзного совещания молодых писателей в Москве (1975). Лауреат премии комсомола Смоленщины имени Ю. А. Гагарина в области литературы (1981), премии имени М. В. Исаковского (2004). Победитель международного поэтического конкурса «Золотое перо-2010». Награждена медалью «Ветеран труда» и Памятной медалью «100-летие А. Т. Твардовского».
Стихи переводились на белорусский, польский, румынский и армянский языки.
Рассказ «Мороженое» вошёл в шорт-лист Чеховского конкурса «Краткость — сестра таланта», проводимого Союзом российских писателей в 2013 году.
На стихи Р. А. Ипатовой писали песни москвички Вера Евушкина и Елена Изотова, вязьмич Александр Клименков, смолянин Сергей Новиков, Ирина Логунова из Волгодонска. Песни «Любимый мой» и «Берег детства» на музыку композитора Олега Синкина в репертуаре Елены Камбуровой. Как автор текстов песен сотрудничала со Смоленским молодёжным театром-студией «Диалог» под руководством В. Д. Зимина.
В 2009 году Белтелерадиокомпания (г. Минск, режиссёр Алла Соловьёва) сняла фильм-эссе по произведениям Р. А. Ипатовой «Отдай что обрёл ты, и бедным не будешь…», который был неоднократно показан по Первому каналу, каналам «Лад», «Беларусь-ТВ». В ноябре 2010 года на международном фестивале «Кинопремьера на Вятке» (г. Киров) фильм-эссе Аллы Соловьёвой в номинации «Человек и общество» удостоен диплома III степени.
В мае 2011 года Р. А. Ипатова на базе Смоленской областной юношеской библиотеки создала литературное объединение «Среда», которым руководила до марта 2015 года. В настоящее время литобъединение «Среда» продолжает работу и носит имя Р. А. Ипатовой.
Раиса Александровна Ипатова являлась членом комиссии по присуждению литературной премии Администрации Смоленской области им. М. В. Исаковского (с 2010 г.), членом жюри международного литературного конкурса им. Ф. И. Тютчева «Мыслящий тростник» (с 2013 г.), членом жюри международной литературной премии Союза российских писателей им. М. Ю. Лермонтова (с 2014 г.), на V съезде Союза российских писателей Р. А. Ипатова была избрана в состав комиссии по детской литературе, членом жюри VII Всероссийского кинофестиваля короткометражных фильмов «Семья России» (2010 г.).
С конца 2013 года Раиса Александровна вошла в состав Общественного Совета при УМВД России по Смоленской области, приняв участие в работе группы по взаимодействию с общественными, религиозными и национальными объединениями. Была инициатором многих идей по укреплению взаимодействия полиции с институтами гражданского общества, которые воплощали в жизнь члены Общественного совета.

## Книги
1. «Однажды» («Современник», Москва, 1982), стихи;
2. «На фоне судьбы» («Современник», Москва, 1987), стихи;
3. «Азбука» (приложение к газете «Вдохновение», Смоленск,1992);
4. «Избранное» («Языки русской культуры», Москва, 2000), стихи;
5. «Пятнашки» («Свиток», Смоленск, 2011), стихи и проза;
6. «Четыре солнца, три луны» («Свиток», Смоленск, 2013, художник Маргарита Волкова), стихи для детей
7. «Ткань бытия» («Свиток», Смоленск, 2015), стихи и проза.